# Адамполь (Воломінський повіт)
Адамполь (пол. Adampol) — село в Польщі, у гміні Ядув Воломінського повіту Мазовецького воєводства.
Населення — 277 осіб (2011).
У 1975-1998 роках село належало до Седлецького воєводства.

## Демографія
Демографічна структура станом на 31 березня 2011 року:
|          | Загалом | Допрацездатний вік | Працездатний вік | Постпрацездатний вік |
| -------- | ------- | ------------------ | ---------------- | -------------------- |
| Чоловіки | 133     | 39                 | 87               | 7                    |
| Жінки    | 144     | 37                 | 82               | 25                   |
| Разом    | 277     | 76                 | 169              | 32                   |